# Cerro Colluma
Cerro Collum je relikt maarové vulkanické struktury, nacházející se východně od hlavního bolivijského sopečného řetězce. Bližší údaje o vulkanické činnosti nejsou známy, ale doba poslední erupce je odhadována na holocén.